# Heino Hinz
Heino Hinz (* 18. Januar 1931 in Bremerhaven; † 30. März 1975) war ein deutscher Politiker (CDU). Er war für Bremerhaven Mitglied der Bremischen Bürgerschaft.

## Biografie
Hinz war als Klempner- und Installationsmeister in Bremerhaven tätig.
Er wurde Mitglied der CDU und von 1967 bis 1971 Mitglied der 7. Bremischen Bürgerschaft und dort Mitglied verschiedener Deputationen, u. a. für den Fischereihafen in Bremerhaven sowie für den Außenhandel. Er war Beisitzer im CDU-Fraktionsvorstand. Hinz stimmte 1970 gegen eine Herabsetzung des Wahlalters bei den Bürgerschaftswahlen von 21 auf 18 Jahre.